# Chilo phragmitella
Chilo phragmitella — вид лускокрилих комах родини вогнівок-трав'янок (Crambidae).

## Поширення
Вид поширений на значній частині Європи. Присутній у фауні України.

## Опис
Розмах крил самців становить 24-32 мм, самиць — 30-40 мм.

## Спосіб життя
Метелики літають з травня по вересень, залежно від місця розташування. Личинки живляться листям очерету (Phragmites) та лепешняка (Glyceria), мінуючи його.